# فيل توريس
فيل توريس (بالإنجليزية: Phil Torres) هو أحيائي وصحفي ومصور أمريكي، ولد في 17 أبريل 1986 في دنفر في الولايات المتحدة.

## وصلات خارجية
- فيل توريس على موقع IMDb (الإنجليزية)
- فيل توريس على موقع قاعدة بيانات الفيلم (الإنجليزية)